# 沈阳地铁9号线
沈阳地铁9号线是指沈阳市的地铁系统中的第9條线路，为沈阳地铁开通的第三条线路，于2019年5月25日开通运营。

## 概况

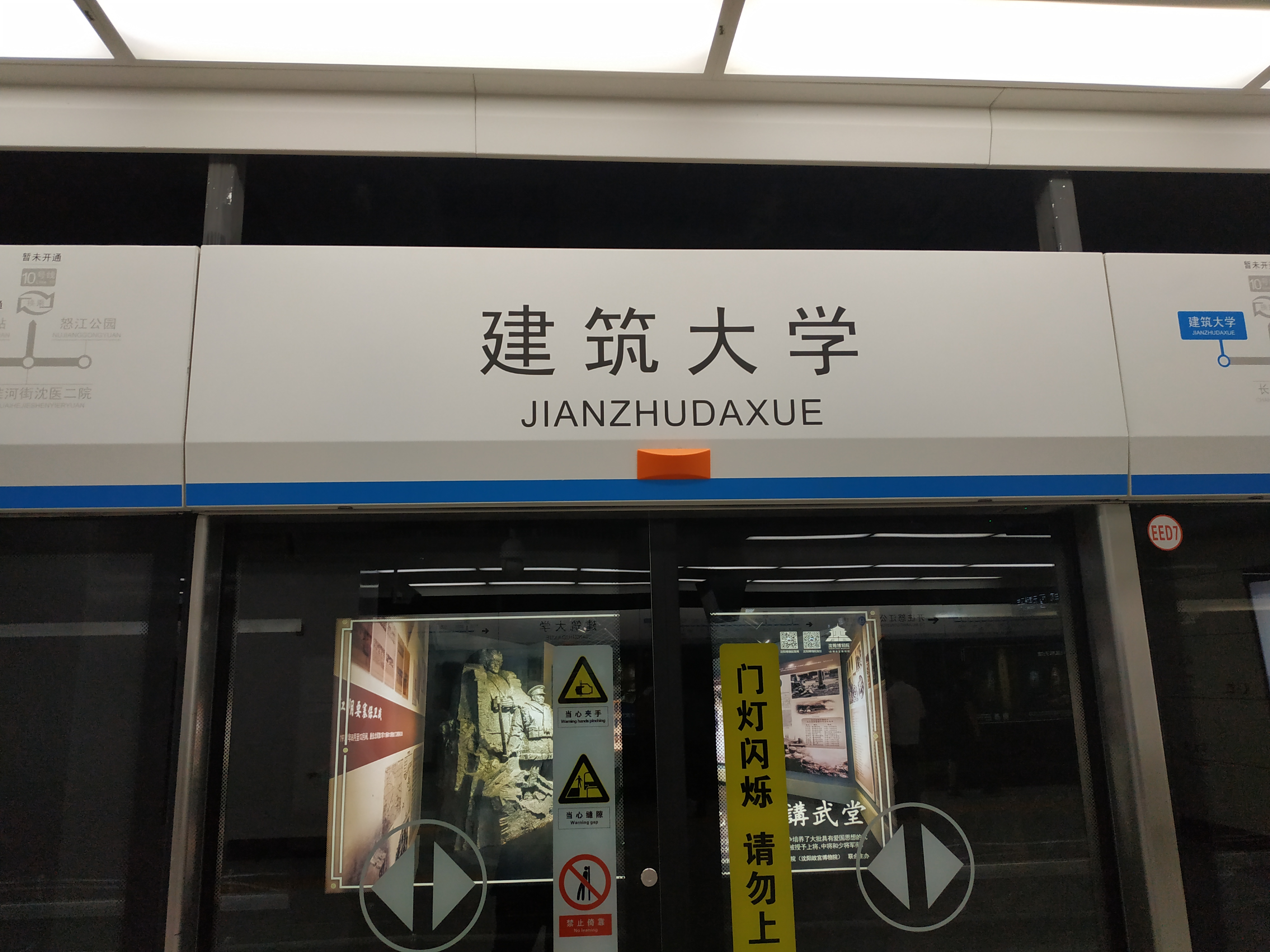
位于建筑大学站的吊板，辅以本线路识别色

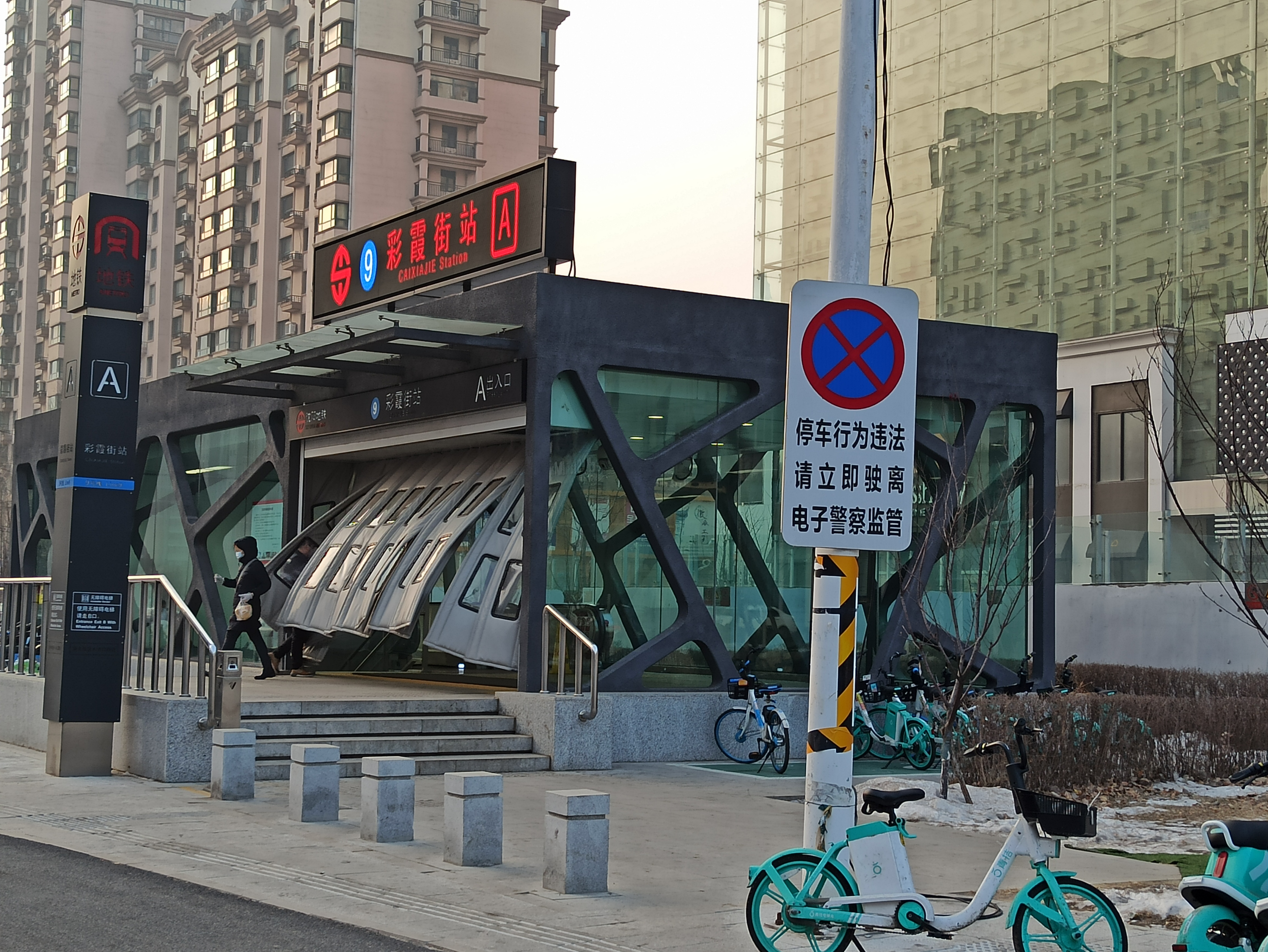
九号线出入口，设计灵感来源于中国传统瓷器中的冰裂纹

九号线一期全长28.996公里，均为地下线路。设车站23座，其中换乘站11座，设车辆段1处、主变电所3座。预计投资179.71亿元。本线路的线路标志色为海蓝色，一期工程北起怒江公园，途经皇姑、铁西、于洪、和平、浑南五个行政区，途经塔湾地区、铁西广场、滑翔地区、长白岛、奥体中心、大学城等密集客流点。线路走行西江街、淮河街、兴华街、艳华街、腾飞二街，下穿揽军路公铁桥，在大堤路下穿浑河后沿浑南大道走行直至建筑大学站。

### 线路数据
- 路线长度：28.996km
- 轨距：1435mm
- 站数：23站
- 列车编组：30列6节编组（4动2拖B型列车）
- 最高速度：80km/h
- 地面区间：入库线 （曹仲站—曹仲车辆段）
- 地下区间：正线全线

## 车站
九号线共设23个车站，均为地下车站，在曹仲站附近设置有曹仲车辆段。
| 站名                             | 里程 （千米） | 换乘路线                                   | 车站形式      | 所在地        | 启用时间      |
| 沈阳地铁9号线                    | 沈阳地铁9号线 | 沈阳地铁9号线                              | 沈阳地铁9号线 | 沈阳地铁9号线 | 沈阳地铁9号线 |
| -------------------------------- | ------------- | ------------------------------------------ | ------------- | ------------- | ------------- |
| 怒江公园                         | 0.0           |                                            | 地下島式站台  | 于洪区        | 2019年5月28日 |
| 淮河街沈医二院                   |               | █ 10号线                                   | 地下島式站台  | 皇姑区        | 2019年5月28日 |
| 皇姑屯站                         |               |                                            | 地下島式站台  | 皇姑区        | 2021年3月30日 |
| 重型文化广场                     |               |                                            | 地下島式站台  | 铁西区        | 2019年5月28日 |
| 北二路                           |               |                                            | 地下島式站台  | 铁西区        | 2019年5月28日 |
| 铁西广场                         |               | █ 1号线                                    | 地下島式站台  | 铁西区        | 2019年5月28日 |
| 兴华公园                         |               |                                            | 地下側式站台  | 铁西区        | 2019年5月28日 |
| 沈辽路                           |               |                                            | 地下島式站台  | 铁西区        | 2019年5月28日 |
| 滑翔                             |               |                                            | 地下島式站台  | 铁西区        | 2019年5月28日 |
| 吉力湖街                         |               |                                            | 地下島式站台  | 于洪区        | 2019年5月28日 |
| 大通湖街                         |               | █ 3号线                                    | 地下島式站台  | 于洪区        | 2019年5月28日 |
| 曹仲                             |               |                                            | 地下島式站台  | 和平区        | 2019年5月28日 |
| 浑河站                           |               | █ 6号线                                    | 地下島式站台  | 和平区        | 2019年5月28日 |
| 胜利南街                         |               |                                            | 地下島式站台  | 和平区        | 2019年5月28日 |
| 长白南                           |               | █ 4号线                                    | 地下島式站台  | 和平区        | 2019年5月28日 |
| 榆树台                           |               |                                            | 地下島式站台  | 浑南区        | 2019年5月28日 |
| 金阳大街                         |               |                                            | 地下島式站台  | 浑南区        | 2019年5月28日 |
| 彩霞街                           |               |                                            | 地下島式站台  | 浑南区        | 2019年5月28日 |
| 奥体中心                         |               | █ 2号线 有轨电车1号线（兴隆大奥莱）、5号线 | 地下島式站台  | 浑南区        | 2019年5月28日 |
| 天成街                           |               | 有轨电车5号线（金水花城）                  | 地下島式站台  | 浑南区        | 2019年5月28日 |
| 朗日街                           |               | 有轨电车5号线（浑南图书馆）                | 地下島式站台  | 浑南区        | 2019年5月28日 |
| 长青南街站                       |               | █ 10号线 有轨电车5号线（浑南实验小学）     | 地下島式站台  | 浑南区        | 2019年5月28日 |
| 建筑大学                         | 28.996        | 有轨电车5号线                              | 地下島式站台  | 浑南区        | 2019年5月28日 |
| 张官屯                           |               |                                            | 地下島式站台  | 浑南区        | 建设中        |
| 祝科南街                         |               |                                            | 地下島式站台  | 浑南区        | 建设中        |
| 长安桥南街                       |               |                                            | 地下島式站台  | 浑南区        | 建设中        |
| 新立堡桥                         |               |                                            | 地下島式站台  | 浑南区        | 建设中        |
| 石庙子                           |               |                                            | 地下島式站台  | 浑南区        | 建设中        |
| 註釋                             |               |                                            |               |               |               |
| - 斜体标注的路线及换乘尚未启用。 |               |                                            |               |               |               |

### 换乘站

#### 已投入使用
- 铁西广场站：换乘1号线。建设时未做出预留，9号线换乘1号线为通道换乘，1号线换乘9号线为通过站台层楼梯下楼进行垂直换乘。

- 奥体中心站：换乘2号线。建设时未做出预留，为站厅通道换乘。

- 长青南街站：换乘10号线。两线同期建设，9号线换乘10号线为通过站台层下楼进行垂直换乘，10号线换乘9号线为站厅通道换乘。

- 淮河街沈医二院站：换乘10号线。两线同期建设，10号线换乘9号线为通过站台层下楼进行垂直换乘，9号线换乘10号线为站厅通道换乘。

- 长白南站：换乘4号线。两线车站同期建设，9号线换乘4号线为通过站台层下楼进行垂直换乘，4号线换乘9号线为站厅通道换乘。

- 大通湖街站：换乘3号线。建设时未做出预留结构，两线路之间为站厅换乘。

#### 将会成为换乘站的车站
- 浑河站站：换乘6号线。建设时未做出预留结构。

## 使用车辆

0914号中车大连列车
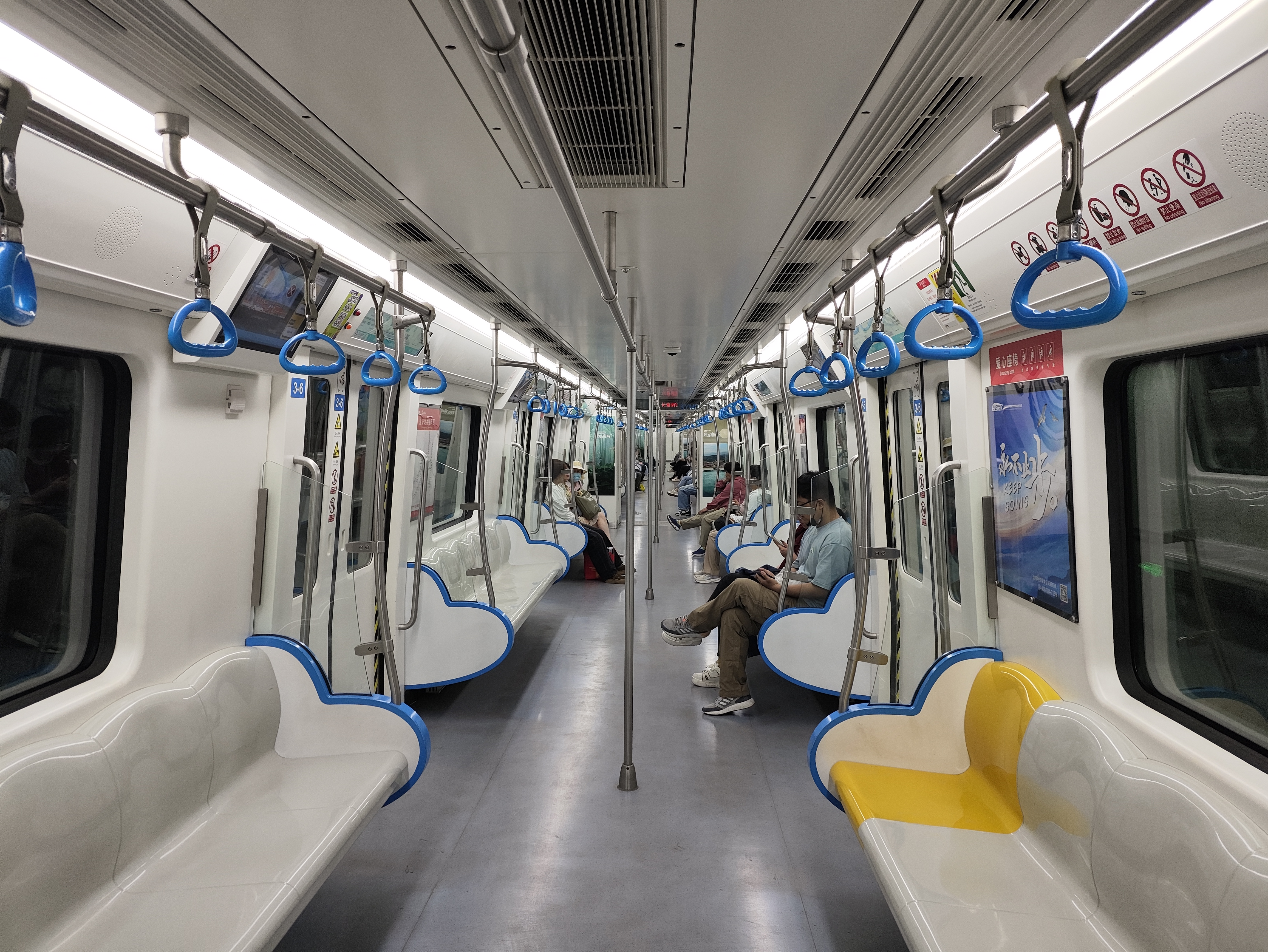
九号线内饰，以白色作为车厢主色调，吊环使用线路识别色蓝色
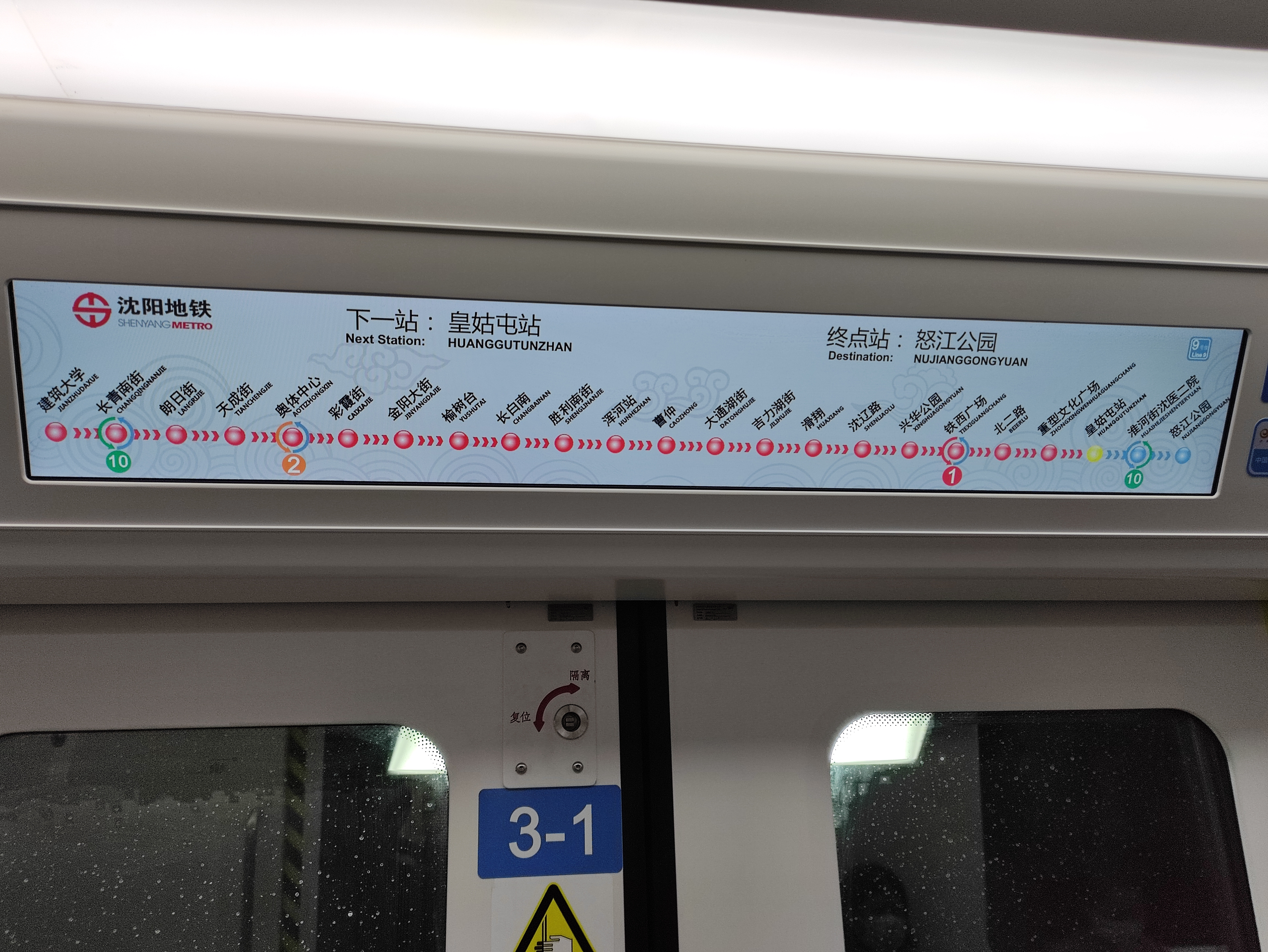
九号线开通初期的LCD电子屏幕路线图，与西安地铁模版相同
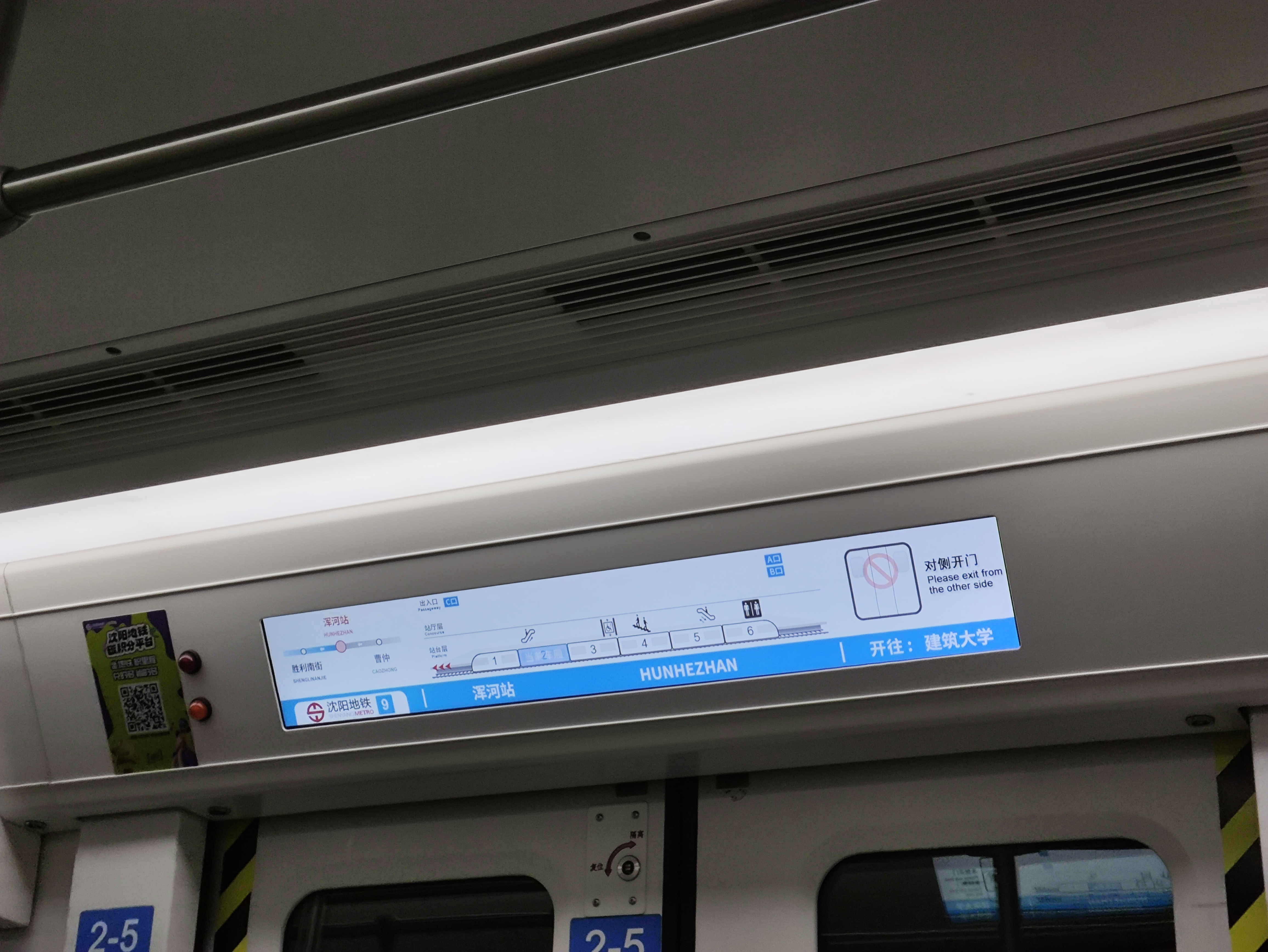
修改后的九号线LCD电子屏幕路线图，可显示当前车厢及到达车站结构
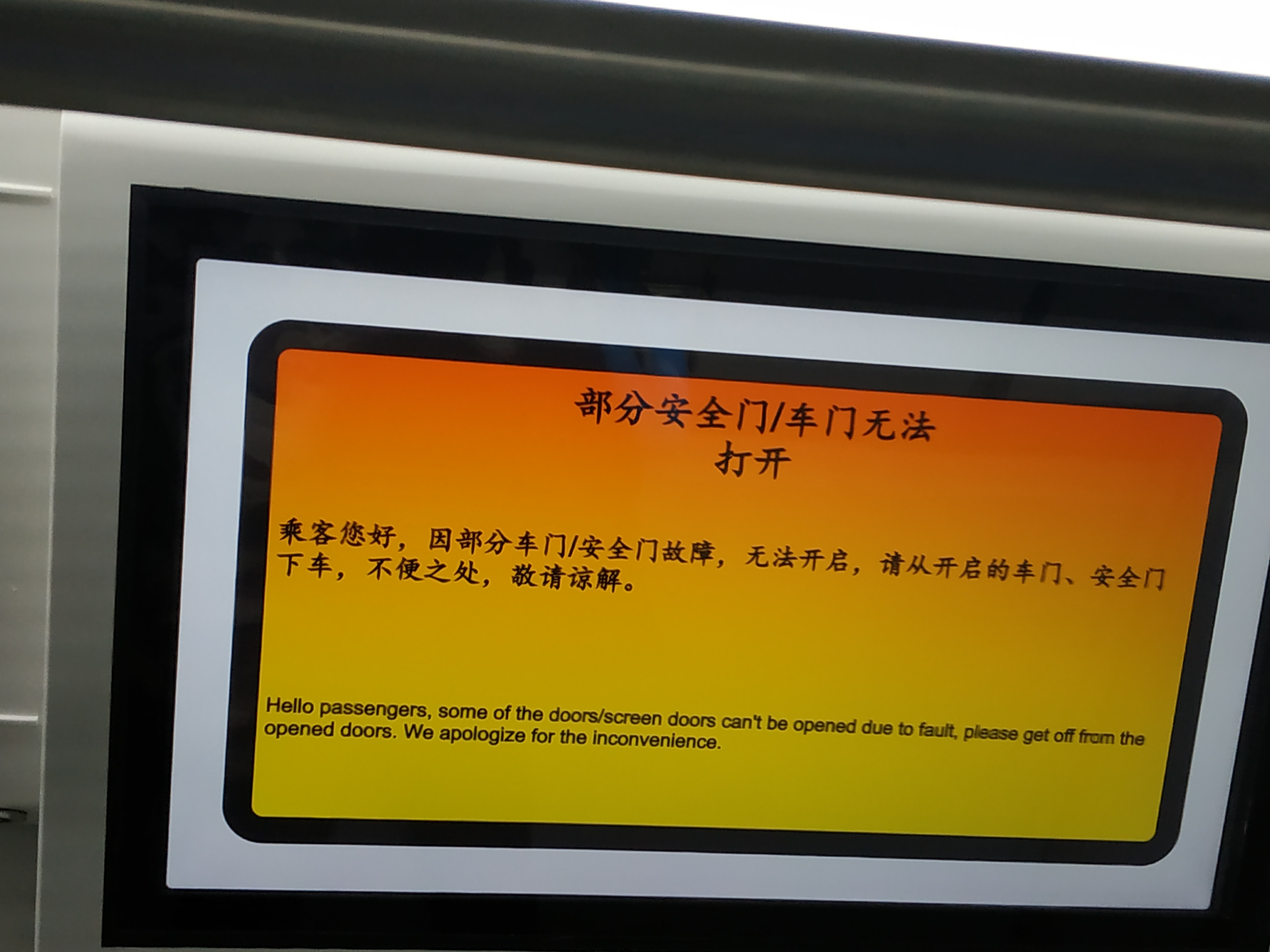
正在显示车务信息的列车电视系统

九号线列车由中车大连机车车辆有限公司制造，共30列（编号0901-0930），列车均为6节编组4动2拖B级列车，此批列车是沈阳地铁首批采用的4动2拖B型列车。
列车车身以灰色为主色调，配以海蓝色饰带，在此前列车设置的车内电视机、车卡连接处走字屏等设施的基础上，车门上方加装了LCD屏幕路线图，这也是沈阳地铁在LCD屏幕路线图上的首次尝试。该路线图的模板最初与西安地铁相同，但后期调整为与其它线路统一，同时升级后可显示车厢信息及到达车站的结构信息。
九号线首批列车使用新誉庞巴迪VVVF-IGBT牵引系统，为沈阳地铁线网首批使用庞巴迪VVVF-IGBT牵引系统的列车。
| 車卡编號 | 09XX1                  | 09XX2                  | 09XX3       | 09XX4       | 09XX5                  | 09XX6                  |
| 動力配置 | 带司机室的拖车 （Tc1） | 带集電弓的动车 （Mp1） | 动车 （M1） | 动车 （M2） | 带集電弓的动车 （Mp2） | 带司机室的拖车 （Tc2） |

## 历史沿革
- 2013-02-25：沈阳市政府举行沈阳地铁九、十号线工程可研批复新闻发布会
- 2013-03-22：沈阳地铁九、十号线正式开工[3]
- 2018-12-18：10列新车抵达沈阳[4]
- 2019-5-25：九号线一期开通[2]。
- 2021-3-30：皇姑屯站站开通，至此九号线一期全部车站已开通运营。

## 未来发展
本线路有北延及东延计划。
其中，东延线一期工程以九号线二期工程名义修建，起于一期工程东南端终点建筑大学站，沿浑南中路向东敷设，下穿科汇高级中学操场、宝业来空调设备厂及东陵看守所后转入规划沈抚二号路走行，并向东敷设至终点站石庙子站。线路全长7.720公里，最大站间距为 1.843公里，最小站间距 1.149 公里，平均站间距 1.625 公里，全部为地下线，同时设新建地下车站5座，即张官屯站、祝科南街站、长安桥南街站、新立堡桥站（原名青年苗圃站）、石庙子站，其中长安桥南街站、新立堡桥站为换乘站。该工程除新建车站外，还包括曹仲车辆段停车库扩建工程及10列/60 辆新列车的采购工程，概算总投资 42.04 亿元，同时该线路将与现有九号线一期工程贯通，共同利用奥体中心主变电所及张士控制中心。该延线工程于2023年8月先后发布工程可行性研究报告及土建施工方面公告，并于2023年9月获得沈阳市发展改革委对初步设计及概算的批复，并于2023年9月正式开工建设，预计于2027年竣工通车。
除九号线二期工程外，九号线还计划由石庙子站继续向东延伸，经由沈抚二号路、玄菟路，设置三环路站、白沙河大桥站、伯官大街站，终点设于沈抚新城金紫街站，该段线路预计总长6km。同时，为实现沈抚新区与沈阳市中心区的直达联系，远景将在穿过四环后继续向东延伸，至沈抚城际铁路中华寺站终点。
九号线北延线工程则计划由一期工程北端终点怒江公园站始发，终到于洪区平罗新城站，线路全长12.5公里，共设9座车站。目前北延和东延二期均已列入《沈阳市城市轨道交通第四期建设规划（2025-2030年）》中，并于2025年进入第一次环评公示。